# نادي الأطفال
يعد نادي الأطفال أو «النادي الصغير» مرفقًا لرعاية الأطفال (رعاية نهارية)، والذي يتضمن ويتكون من  ملعبًا صغيرًا يكون  مجهزًا بالكامل أو قرية كاملة تكون  مصممة خصيصًا للأطفال؛ تقدم عادة من قبل الشركات الخاصة، ونوادي الصحة واللياقة البدنية، والأحداث الرياضية الكبرى، والمعارض التجارية، وما إلى ذلك؛ وتعمل على  تعليم الأطفال وإشراكهم لفترات قصيرة من الوقت بمقدار (2-3 ساعات) أو طوال اليوم اعتمادًا على المدة التي يحتاج فيها الوالدان إلى الرعاية. تقدم نوادي الأطفال مجموعة واسعة من الأنشطة مثل الفن والموسيقى والرقص والتجارب البحرية والحيوانية والطهي وتجارب الطبيعة ودروس اللغة والرياضة وما إلى ذلك.و غالبًا ما يحتاج الأطفال الصغار الذين تقل أعمارهم عن عامين إلى شخص بالغ لحضور نادي الأطفال معهم.و يمكن توفير ذلك من خلال نادي الأطفال يكون   علي شكل جليسة أطفال إضافية ومقابل تكلفة مادية.
وعادةً ما تقتصر العضوية في هذه النوادي على الأطفال الذين تبلغ أعمارهم اثني عشر عامًا أو أقل من ذالك العمر.